# Płomyczek
Płomyczek – czasopismo dla starszych dzieci i (okresowo) młodzieży młodszej, wydawane w Warszawie w latach 1917–2013, do 1927 jako dodatek do tygodnika „Płomyk”.
„Płomyczek” był czasopismem przeznaczonym dla dzieci w wieku 9–11 lat; stałymi współpracownikami pisma byli literaci, m.in. Jan Brzechwa, Jerzy Ficowski, Ludwik Jerzy Kern, Maria Kownacka, Tadeusz Kubiak, Hanna Ożogowska, Janina Porazińska, Ewa Szelburg-Zarembina.

## Historia pisma
Początkowo ukazywał się razem z „Płomykiem”, który zlikwidowany został w 75. roku swego istnienia, w 1991. Od 1 września 1927 wydawany jako samodzielne czasopismo. W latach 1917–1952 ukazywał się jako tygodnik, dalej do 1989 jako dwutygodnik, a od 1990 – miesięcznik. Nie był drukowany w czasie wojny. Z dniem 1 marca 2013 roku wydawca zawiesił wydawanie „Płomyczka”.
Pod koniec istnienia miesięcznik „Płomyczek” współredagowany był przez młodych korespondentów z całego kraju, dlatego też wiele miejsca poświęcał na swych łamach debiutom młodych rysowników, malarzy, poetów i pisarzy. Organizował też przy szkołach i bibliotekach Kluby Przyjaciół „Płomyczka”, których członkowie otrzymywali odznaki „Przyjaciel Płomyczka” oraz stosowną legitymację z wydrukowaną dewizą „Płomyczek to czasopismo młodych, którzy chcą wiedzieć więcej niż muszą i umieć więcej niż jest od nich wymagane”.
Za całokształt działalności na rzecz dzieci w dniu 20 listopada 2009 z okazji XX-lecia powstania Konwencji o Prawach Dziecka „Płomyczek” otrzymał Nagrodę Honorową Rzecznika Praw Dziecka RP. Medal i dyplom z rąk Marka Michalaka odebrał Janusz Sapa.

## Redaktorzy naczelni
- 1917–1926: Helena Radwanowa
- 1927–1934: Janina Porazińska
- 1945–1947: Hanna Ożogowska
- 1947–1985: Stanisław Aleksandrzak
- 1986–1993: Tadeusz Chudy
- 1994–2013: Janusz Sapa

źródło: WorldCat

## Wydawcy
- 1917–1939: Związek Polskiego Nauczycielstwa Szkół Powszechnych[a] (od 1930 Związek Nauczycielstwa Polskiego)
- 1945–1992: Instytut Wydawniczy „Nasza Księgarnia”
- od 1993: Oficyna Wydawnicza „Amos”

źródło: WorldCat